# Dywizjon Artylerii Lekkiej KOP „Osowiec”
Dywizjon Artylerii Lekkiej KOP „Osowiec” (dal KOP „Osowiec”) – pododdział artylerii lekkiej Korpusu Ochrony Pogranicza.
Na podstawie rozkazu L.dz. 5420/tjn./Og.Org./37 dowódcy KOP z 1 października 1937, w twierdzy Osowiec, sformowana została Bateria Artylerii „Osowiec”. Pododdział w składzie dwóch działonów podporządkowany został komendantowi Centralnej Szkoły Podoficerów KOP, a pod względem wyszkolenia dowódcy 3 Grupy Artylerii. Rok później na podstawie rozkazu L.dz. 3602/tjn./Og.Org./38 dowódcy KOP z 31 sierpnia 1938 dokonano zmian w organizacji jednostek artylerii KOP. Między innymi nowy etat otrzymała Bateria Artylerii „Osowiec”.

## Przygotowania do wojny i mobilizacja alarmowa III-VIII 1939
W trzeciej dekadzie marca 1939 Centralna Szkoła Podoficerów KOP wraz z ba „Osowiec” podporządkowana została pod względem operacyjnym dowódcy 18 DP, gen. bryg. Czesławowi Młot-Fijałkowskiemu, którego Generalny Inspektor Sił Zbrojnych wyznaczył na stanowisko dowódcy SGO „Narew”. Komendantowi CSP KOP, ppłk dypl. Tadeuszowi Tabaczyńskiemu, który z chwilą zarządzenia mobilizacji alarmowej miał objąć dowództwo 135 Rezerwowego Pułku Piechoty, powierzono dowództwo Odcinka „Osowiec” od m. Wizna (wyłącznie) do m. Goniądz (włącznie). Dowódca ba „Osowiec” pełnić miał funkcję dowódcy artylerii odcinka. Przygotowania wojenne objęły między innymi „dostosowanie twierdzy Osowiec do wymagań wojny nowoczesnej. Twierdza była zupełnie zapuszczona i nieprzygotowana do natychmiastowej obrony i była czymś w rodzaju prywatnego folwarku mjr saperów Pawłowskiego – szefa fortyfikacji twierdzy”. Ponadto wykonano prace ziemne w celu przystosowania wybudowanych przed 1914 rokiem umocnionych stanowisk ogniowych dla haubic wewnątrz twierdzy do potrzeb armat kalibru 75 mm i 76,2 mm.
7 czerwca 1939 na podstawie rozkazu L.dz. 3225/tjn./Og.Org./39 bateria przemianowana została na Dywizjon Artylerii Lekkiej KOP „Osowiec”.
Zgodnie z planem mobilizacyjnym „W” dal KOP „Osowiec” formował, w mobilizacji alarmowej, w grupie jednostek oznaczonych kolorem żółtym, II dywizjon 32 Pułku Artylerii Lekkiej. Ponadto w sierpniu 1939, dywizjon otrzymał zadanie sformowania w czasie mobilizacji trzech plutonów artylerii pozycyjnej nr 36, 37 i 38, uzbrojonych łącznie w sześć 76,2 mm armat wzór 1902.
Mobilizacja alarmowa przeprowadzona została w dniach 23-24 sierpnia 1939 na terenie twierdzy Osowiec. Jednostką mobilizującą dla dywizjonu była Centralna Szkoła Podoficerów KOP. Do etatu wojennego brakowało dwóch radiostacji N2T, pistoletów, lornetek artyleryjskich, niezbędników dla żołnierzy rezerwy, latarek elektrycznych, ogniw do przyrządów oświetlających, szczotek i zgrzebeł do czyszczenia broni, obroczniaków i owsiaków, a także całkowity brak umundurowania i wyposażenia dla żołnierzy trzech plutonów artylerii pozycyjnej. Żołnierze tych plutonów otrzymali munduru z użytku bieżącego. Ponadto nie zdołano zmobilizować niezbędnej ilości koni kategorii „AL” (artyleryjski lekki) wobec czego wcielono konie typu „T” (taborowe), nieodpowiednie do pracy w zaprzęgu artyleryjskim. Dostarczone z mobilizacji wozy i uprząż nie nadawały się do użycia bez przeprowadzenia niezbędnych napraw. Naprawy wozów i uprzęży prowadzone były do 6 września.
28 sierpnia 1939 4/32 pal w składzie Oddziału Wydzielonego mjr. Stanisława Nowickiego (I/135 pp + kzwiad. + kppanc bez plutonu + drużyna pionierów) przegrupowała się do lasów Ruda i Okół położonych 16 km na północ od Osowca. Zadaniem OW było opóźnianie nieprzyjaciela na kierunku Osowiec i Białaszewo oraz osłona wycofania Komisariatu Straży Granicznej w Grajewie.

## Kampania wrześniowa 1939
W nocy z 2 na 3 września 4 bateria wzięła udział w wypadzie OW majora Nowickiego na Prostki. „Wypad zakończył się pełnym sukcesem, ponieważ dowódcy i żołnierze byli do niego przygotowani, zaś każdy dowódca miał wyznaczony swój odcinek natarcia i wycofania w czasie. W końcowej fazie natarcia nasi żołnierze byli tak rozognieni, że nie chcieli przerwać pogromu Niemców.”. Wieczorem 5 września bateria wraz z częścią OW majora Nowickiego przegrupowała się do Grajewa. Tam w dniu 7 września do godz. 11.00 walczyła z powodzeniem ze zmotoryzowanym oddziałem rozpoznawczym Wehrmachtu, wspartym czołgami, a następnie wycofała się do lasów Ruda. W nocy z 7 na 8 września bateria w składzie OW majora Nowickiego wycofała się do twierdzy Osowiec, gdzie dołączyła do dywizjonu.
8 września Odcinek „Osowiec” podporządkowany został gen. bryg. Józefowi Olszyna-Wilczyńskiemu, dowódcy Grupy Operacyjnej „Grodno” i Okręgu Korpusu Nr III, który otrzymał od Naczelnego Wodza rozkaz wycofania z frontu wszystkich jednostek SGO „Narew” na wschód od Wizny (włącznie), załadowania ich na transporty kolejowe i skierowania do rejonu na wschód od Lwowa.
9 września mjr Walasek otrzymał za pośrednictwem dowódcy 135 pp rozkaz wymarszu do Białegostoku, gdzie miał nastąpić załadunek na transport kolejowy. Wykonując ten rozkaz, dywizjon o godz. 3.00 10 września opuścił twierdzę. W miejscowości Knyszyn ppłk Tabaczyński odwołał wydany uprzednio rozkaz i polecił dowódcy dywizjonu powrót do twierdzy. Tego samego dnia dywizjon powrócił do twierdzy i obsadził zajmowane uprzednio stanowiska. Luftwaffe zbombardowała tabory 5/32 pal. W czasie nalotu zginął kan. Stanisław Tomaszewski. Ranny został jeden podoficer i jeden kanonier. Zabite zostały również cztery konie.
Wieczorem 10 września 4/32 pal razem z I/135 pp i plppanc wyjechała z twierdzy z zadaniem odzyskania utraconych pozycji pod Wizną. Piechota przetransportowana została przez siedem samochodów ciężarowych wydzielonych z Kolumny Samochodów Ciężarowych w Kraju Nr 31 oraz kilkanaście autobusów z Kolumny Samochodów Osobowych i Sanitarnych w Kraju Nr 3. Pozostałe dwie baterie w ciągu dnia ostrzeliwały patrole nieprzyjaciela na przedpolu twierdzy. O świcie 11 września 4/32 pal przybyła pod Strękową Górę. Pułkownik Tabaczyński „ze względu na ogromne zmęczenie żołnierzy zrezygnował nie tylko z prób walki, lecz nawet także z ostrzelania artylerią niemieckiej kolumny. Polecił wykonać następnej nocy wypad kompanią przez Biebrzę na most w celu zniszczenia go.
12 września major Walasek otrzymał rozkaz gen. Olszyna-Wilczyńskiego definitywnego opuszczenia twierdzy, marszu do Czarnej Wsi i załadunku na transport kolejowy. Stacja docelowa nie została ujawniona dowódcy dywizjonu. 13 września, przed wymarszem do Czarnej Wsi, zniszczone zostały wszystkie armaty forteczne. Tego samego dnia na stacji kolejowej Czarna Wieś nastąpił załadunek dywizjonu na transport. W dniach 14-17 września transport dywizjonu przemieszczał się po linii kolejowej Białystok – Wołkowysk – Słonim – Baranowicze – Łuniniec – Sarny – Kostopol w województwie wołyńskim. W trakcie jazdy zbombardowane zostały transporty 4 i 6 baterii. Zginęło około 16 żołnierzy. Kolejnych 34 zostało rannych. 32 konie zostały zabite. 17 września z nasłuchu radiowego uzyskano informacje o wkroczeniu bolszewików do Polski. Tego samego dnia około godz. 12.00 transport dywizjonu zbombardowany został przez lotnictwo sowieckie. Po nalocie dywizjon wyładował się z transportu i następnego dnia odmaszerował na zachodni brzeg rzeki Horyń. Dowództwo nad 135 pp, II/32 pal i 3 pp KOP objął dowódca tego ostatniego oddziału, płk Zdzisław Zajączkowski. Jednostki skoncentrowane zostały w m. Deraźne (3 pp KOP + 4 i 6/32 pal) oraz m. Janowa Dolina (135 pp + dtwo II/32 pal z 5 baterią). W nocy z 18 na 19 września z szeregów III/135 pp zdezerterowali wszyscy żołnierze narodowości ukraińskiej. W dniach 19 i 20 września Grupa płk. Zajączkowskiego maszerowała początkowo na zachód, w ogólnym kierunku na Włodzimierz Wołyński, a następnie na północ, na Kołki. Zmiana kierunku marszu spowodowana została zajęciem przez sowietów Łucka i obsadzeniem rzeki Styr. 20 września 3 pp KOP stoczył zwycięską walkę z oddziałem ACz o przeprawę na rzece Styr w m. Kołki. Tu nastąpiło połączenie obu kolumn. 21 września Grupa rozpoczęła marsz w ogólnym kierunku na Włodawę, tocząc po drodze potyczki z sowieckimi grupami dywersyjnymi. Tego samego dnia II i III/135 pp rozbite zostały przez sowieckie lotnictwo, a major Walasek utracił kontakt z 4 i 6 baterią, które znów maszerowały w odrębnej kolumnie 3 pp KOP. 22 września dowództwo dywizjonu z 5 baterią towarzyszyło 135 pp, który opanował przeprawę na rzece Stochód, toczył potyczki z grupami dywersyjnymi i był bombardowany przez lotnictwo. „Pod wpływem ulotek rozrzucanych całymi masami z samolotów bolszewickich – masowe dezercje z szeregów Rusinów, Żydów i Polaków zamieszkałych na kresach, a nawet i z województw centralnych. Chcąc zapobiec dostarczaniu broni przez dezerterów partyzantom, ppłk Tabaczyński wydał rozkaz zwolnienia z szeregów elementu niepewnego, co pociągnęło za sobą odejście około 30% szeregowców dywizjonu”. Konsekwencją tej decyzji było zniszczenie wozów kolumny amunicyjnej i części taboru dywizjonu. Konie pozostawiono, by zastępować nimi te, które nie wytrzymywały trudów marszów. W dniach 23-26 września Grupa ppłk. Tabaczyńskiego maszerowała w ogólnym kierunku na zachód, przeprawiając się brodem przez Bug po uprzednim opanowaniu m. Opalin. 27 września Grupa kontynuowała marsz w kierunku na Parczew, przekraczając w m. Urszulin szosę Włodawa – Chełm. W czasie marszu nawiązany został kontakt z SGO „Polesie”. W nocy z 27 na 28 września jeden działon wziął udział w wypadzie I/135 pp na sowiecką kawalerię operującą po drodze Włodawa – Chełm. W czasie wypadu, bez strat własnych, zdobyty został samochód ciężarowy wypełniony bronią ręczną i maszynową. W dniach 28-29 września Grupa kontynuowała marsz na Parczew. W czasie marszu dołączono do oddziałów 50 Dywizji Piechoty. 30 września Grupa stoczyła potyczkę z sowietami, a następnie maszerowała na Czemierniki, nękana nalotami sowieckich samolotów. 1 października Grupa przeprawiła się przez Tyśmienicę. 5/32 pal zajęła stanowiska ogniowe dozorując kierunek na Kock. 2 października do dywizjonu dołączyła bateria haubic kpt. Janickiego. Następnie dywizjon zajął stanowiska ogniowe we wsi Talczyn, z których ostrzeliwał niemieckie kolumny pancerno-motorowe na drodze Kock – Dęblin. 3 października dyon wspierał ogniem natarcie 135 pp pod dowództwem mjr. Nowickiego na folwark Annopol. Po bitwie, na rozkaz ppłk. Stanisława Asłanowicza, dowódcy artylerii dywizyjnej 50 DP, dywizjon zatrzymał się na postój ubezpieczony w m. Adamów.

## Obsada personalna dywizjonu we wrześniu 1939
- dowódca – mjr art. Jan Walasek[a]
- adiutant – por. Wojciech Opalski
- oficer zwiadowczy – por. Michał Franciszek Brożek
- dowódca 4 baterii – kpt. Antoni Ludwik Łotuszka († 1940 Katyń)
- oficer ogniowy 4 baterii – por. rez. Stefan Kalina (10 września 1939 jako wicestarosta grodzki białostocki został wyreklamowany z wojska)
- dowódca 5 baterii – por. Romuald Dietrych
- dowódca 6 baterii – por. Antoni Jarosiński († 1940 Katyń)
- dowódca kolumny amunicyjnej – por. rez. Antoni Hubner

Nadwyżki dywizjonu, wśród których znajdowali się między innymi por. rez. Tadeusz Brudziński, ppor. rez. Karol Hauptman i ppor. rez. Kazimierz Sokołowski, zostały skierowane 27 sierpnia 1939 do dyspozycji komendanta Kadry Zapasowej Piechoty w Sokółce, mjr. Jana Słomki. Do 9 września we wsi Drachle, położonej 3 kilometry od Sokółki, pod dowództwem kpt. Bargielskiego prowadzone było szkolenie żołnierzy rezerwy. 9 września nadwyżki skierowane zostały transportem kolejowym do Wilna. 10 września, po przybyciu do Wilna, nadwyżki włączone zostały do Ośrodka Zapasowego Artylerii pod dowództwem płk. w st. spocz. Aleksandra Batorego i wraz z nim 19 września ewakuowane na Litwę.